# 費洛希普 (新澤西州)
費洛希普（英語：Fellowship）是位於美國新澤西州伯靈頓縣的非建制地區。

## 歷史
費洛希普的郵局於1849年設立，其後於1899年停運。

## 地理
費洛希普所處的海拔為高於海平面15米（即49英呎），而該地所採用的時區為UTC-5，即北美东部时区（EST）。同時該地設有夏令時間，為UTC-5調快一小時，即UTC-4（EDT）。